# NGC 5913
NGC 5913 је спирална галаксија у сазвежђу Змија која се налази на NGC листи објеката дубоког неба.
Деклинација објекта је - 2° 34' 42" а ректасцензија 15h 20m 55,5s. Привидна величина (магнитуда) објекта NGC 5913 износи 13,5 а фотографска магнитуда 14,4. NGC 5913 је још познат и под ознакама UGC 9818, MCG 0-39-21, CGCG 21-79, KARA 669, IRAS 15183-0223, PGC 54761.